# Tromp (Schiff, 1938)
Die Tromp war ein Leichter Kreuzer (Flottillenführer) und Typschiff der gleichnamigen Klasse der Königlich Niederländischen Marine, der im Zweiten Weltkrieg zum Einsatz kam.

## Geschichte
Die Tromp wurde am 17. Januar 1936 auf der Nederlandse Scheepsbouw Maatschappij in Amsterdam auf Kiel gelegt, der Stapellauf erfolgte am 24. Mai 1937 und die Indienststellung am 18. August 1938.
Nach Indienststellung war das Schiff in heimischen Gewässern stationiert, bis es ab dem 19. August 1939 nach Niederländisch-Indien verlegte. Bei Beginn des deutschen Westfeldzuges, am 10. Mai 1940, führte die Tromp Geleitsicherungsaufgaben im Indischen Ozean und Südwestpazifik durch. Ab dem 1. Februar 1942 gehörte sie zur ABDA-Flotte unter dem niederländischen Konteradmiral Karel Doorman. Zwei Tage später lief dieser Verband in die Straße von Makassar, um an der Ostküste von Borneo einen japanischen Landungsverband abzufangen. Dieses Unternehmen musste aber am 4. Februar auf Grund japanischer Luftangriffe abgebrochen werden. Zwei weitere Vorstöße dieser Art am 8. und 14. Februar verliefen ähnlich erfolglos. Im Laufe eines Vorstoßes am 18. Februar mit vier amerikanischen Zerstörern kam es zu einem Gefecht in der Bandeong-Straße. Dabei wurde die Tromp durch den japanischen Zerstörer Arashio schwer beschädigt und kehrte für Notreparaturen nach Soerabaja zurück. Am 23. Februar lief der Kreuzer nach Australien aus, um in Sydney instand gesetzt zu werden. Nach ihrem Werftaufenthalt führte die Tromp bis Ende 1943 in australischen Gewässern und im Indischen Ozean Geleitsicherungsdienst durch. Im Februar 1942 stieß das Schiff zur britischen Eastern Fleet und nahm an mehreren Vorstößen teil. Beim Trägerangriff und der damit verbundenen Beschießung des Hafens von Sabang im Norden von Sumatra erhielt die Tromp vier Treffer durch japanische Küstenartillerie. Anfang Mai 1945 gehörte sie zum Deckungsverband für die Besetzung von Rangun und anschließend zur Task Force 63 bei der Beschießung von Port Blair auf den Andamanen. Am 10. Mai 1945, im Verband der Task Force 61, war die Tromp beteiligt, als der japanische Schwere Kreuzer Haguro daran gehindert wurde, die japanische Besatzung der Andamanen und Nikobaren zu evakuieren.
Am 3. Mai 1946 kehrte die Tromp aus Übersee in heimische Gewässer zurück und wurde für eine große Werftliegezeit außer Dienst gestellt. Erst am 1. Juli 1948 wurde das Schiff erneut in Dienst gestellt und versah bis zur endgültigen Außerdienststellung am 1. Dezember 1955 die normale Friedensroutine. Im Anschluss daran diente das Schiff als Wohnhulk und wurde am 10. Dezember 1968 aus der Flottenliste gestrichen, daraufhin zur Verschrottung verkauft und in Castellón de la Plana abgebrochen.